# Panopsis acostana
Panopsis acostana är en tvåhjärtbladig växtart som beskrevs av J.F.Morales. Panopsis acostana ingår i släktet Panopsis och familjen Proteaceae. Inga underarter finns listade i Catalogue of Life.